# Gustav Bellermann
Gustav Christian Friedrich Bellermann (* 7. Juni 1838 in Berlin; † 12. Januar 1918 ebenda) war ein deutscher Lehrer und Schriftsteller.

## Leben
Als Sohn von Johann Friedrich Bellermann geboren, studierte Gustav Bellermann nach dem Besuch des Gymnasiums zum Grauen Kloster Evangelische Theologie und Mathematik in Jena und Berlin. Während seines Studiums wurde er 1858/59 Mitglied der Burschenschaft Teutonia Jena. 1861/62 diente er als Einjährig-Freiwilliger. Nach seinem Examen 1864 in Mathematik und Physik wurde er 1865 Oberlehrer am Königstädtischen Realgymnasium in Berlin. 1867 wurde er zum Dr. phil. promoviert. 1870/71 nahm er am Deutsch-Französischen Krieg teil. Er wurde Professor am Königstädtischen Realgymnasium und ging 1906 in den Ruhestand.

## Ehrungen
- Roter Adlerorden IV. Klasse
- Preußischer Kronenorden III. Klasse

## Veröffentlichungen (Auswahl)
- Epicycloiden und Hypocycloiden. Dissertation Universität Jena 1867.
- Zur deutschen Verskunst. Berlin 1872.
- Beweis aus der neueren Raumtheorie für die Realität von Zeit und Raum und für das Dasein Gottes. 1889.
- Gudrun. Berlin 1900.
- Tyrfing. Berlin 1900.
- Zur Geschichte des Königstädtischen Realgymnasiums. 1902.